# Călărași-Gară, Cluj
Călărași-Gară, mai demult Hărastăș, (în maghiară Harasztos sau Harasztosi vasútitelep) este un sat în comuna Călărași din județul Cluj, Transilvania, România.

## Istoric
Înainte de 1956 așezarea făcea parte din satul Călărași, după care a devenit o localitate independentă, în cadrul comunei Călărași.

## Demografie
La recensământul din 1966 era locuit de 339 de persoane, dintre care 287 români și 52 maghiari.
În 2002 avea 402 locuitori, dintre care 354 români și 48 maghiari.